# Los silencios del palacio
Los silencios del palacio (en árabe tunecino : صمت القصور, Samt el qusur ) es una película tunecina de 1994 coescrita y dirigida por Moufida Tlatli. La película investiga cuestiones de género, clase y sexualidad en el mundo árabe a través de las vidas de dos generaciones de mujeres en el palacio de un príncipe. Visto a través de los ojos de una atractiva joven cantante de bodas, expone la servidumbre sexual y social de un grupo de mujeres en un palacio elaborado durante el Protectorado francés en Túnez. Tlatli escribió la película en respuesta a la repentina y grave enfermedad de su propia madre y su posterior comprensión de lo poco que sabía sobre su vida.

## Argumento
Ambientada en los años 50 en Túnez, la película trata de una mujer de 25 años, Alia, que regresa a su lugar de nacimiento, un palacio de príncipesco en el que su madre, Khedija, trabajaba como sirvienta y amante de la casa. Alia había huido del palacio diez años antes, para enterrat los recuerdos torturadores de su infancia. En su visita para presentar sus respetos por la muerte del príncipe, Alia vaga por el palacio en gran parte abandonado donde se enfrenta a estos recuerdos representados como recuerdos detallados de su infancia. Comienza a reconstruir una narración sobre la sexualidad y la explotación sexual de su madre en un espacio ordenado por género y diferencia de clase, y vuelve a despertar su persistente cuestión sobre la identidad de su padre. Mientras Alia recuerda su pasado, también se ocupa de su relación actual con su amante, Lotfi, quien le ha pedido que tenga lo que parece ser otro aborto. Su desarrollo a lo largo de la película contrasta su despertar a un pasado de servidumbre sexual y social que muchas de las sirvientas experimentaron en el palacio en contra de su propia independencia cargada de dolor, conflicto e incertidumbre.

## Recepción crítica
La película recibió una atención positiva en el Festival de Cine de Nueva York en 1994; La crítica del New York Times Caryn James describe la película como una «historia universal para la mayoría de edad con un giro feminista».  Después de un lanzamiento más amplio en 1996, L.A. Times llamó la atención sobre la descripción de Tlati de las cuestiones feministas en Túnez y elogió su «estilo fluido y sensual», calificando la película de «brutal» y «tierna». El artículo de Paul Sedra de 2011 describe la continua relevancia de Los silencios del palacio en los estudios árabes.

## Protagonistas
- Hend Sabri
- Sami Bouajila

## Premios
- Premio "Crítica Internacional" del Festival Internacional de Cine de Toronto de 1994.
- Premio de la Cámara de Oro del Festival de Cannes de 1994.
- Premio Sutherland Trophy de los *Premios del British Film Institute de 1995.
- Golden Tanit of Carthage Film Festival para 1994.
- Premio Golden Tulip del Festival Internacional de Cine de Estambul de 1995.